# Broye (huyện)
Huyện Broye là một trong 7 huyện của bang Fribourg, Thụy Sĩ, nằm gần hồ Neuchâtel. Lãnh thổ huyện không liên tục và Broye được chia thành 4 phần là 4 vùng đất lọt nằm ngoài bang Fribourg. Thủ phủ huyện đóng ở Estavayer-le-Lac. Mã của huyện là 1001.

## Các đô thị tự quản
Broye có các đô thị sau, trong đó Estavayer-le-Lac là thủ phủ:
| Đô thị           | Population (1. Jan. 2004) | Diện tích km² |
| ---------------- | ------------------------- | ------------- |
| Bussy            | 278                       | 3.60          |
| Châbles          | 565                       | 4.80          |
| Châtillon        | 300                       | 1.30          |
| Cheiry           | 345                       | 6.49          |
| Cheyres          | 844                       | 5.16          |
| Cugy             | 1237                      | 9.91          |
| Delley-Portalban | 764                       | 7.22          |
| Domdidier        | 2273                      | 8.96          |
| Dompierre        | 684                       | 4.45          |
| Estavayer-le-Lac | 4529                      | 6.41          |
| Fétigny          | 722                       | 4.08          |
| Font             | 290                       | 2.52          |
| Gletterens       | 669                       | 3.02          |
| Léchelles        | 568                       | 8.75          |
| Les Montets      | 1126                      | 10.35         |
| Lully            | 777                       | 5.44          |
| Ménières         | 285                       | 4.33          |
| Montagny         | 1970                      | 17.52         |
| Morens           | 142                       | 2.58          |
| Murist           | 465                       | 8.20          |
| Nuvilly          | 322                       | 3.97          |
| Prévondavaux     | 65                        | 1.80          |
| Rueyres-les-Prés | 252                       | 3.18          |
| Russy            | 207                       | 3.72          |
| Saint-Aubin      | 1315                      | 7.90          |
| Sévaz            | 188                       | 2.46          |
| Surpierre        | 294                       | 4.77          |
| Vallon           | 299                       | 3.51          |
| Vernay           | 919                       | 8.32          |
| Villeneuve       | 269                       | 3.54          |
| Vuissens         | 156                       | 5.62          |